# Borrie församling
Borrie församling var en församling i Lunds stift och i Ystads kommun. Församlingen uppgick 2002 i Stora Köpinge församling.

## Administrativ historik
Församlingen har medeltida ursprung.   
Församlingen var till 1962 annexförsamling i pastoratet (Stora) Herrestad och Borrie som från 1 maj 1919 även omfattade Öja församling. Från 1962 till 2002 annexförsamling i pastoratet Stora Köpinge, Stora Herrestad, Borrie och Öja. Församlingen uppgick 2002 i Stora Köpinge församling.

## Kyrkor
- Borrie kyrka